# Al-Talaba Sport Club
Al-Talaba Sports Club (em árabe : نادي الطلبة الرياضي , lit.  Clube Esportivo de Estudantes) é um clube esportivo iraquiano com sede em Al-Rusafa, Bagdá. Seu time de futebol compete na Premier League Iraquiana, a principal competição do futebol iraquiano.

## História
Fundado como Al-Jameaa Football Club em 1969, o clube tornou-se conhecido como Al-Talaba em 1977. Seu estádio é o Estádio Al-Talaba.
Al-Talaba é uma das equipes mais bem-sucedidas do Iraque, tendo conquistado cinco títulos da liga, sendo o mais recente na temporada 2001-02. Eles também conquistaram duas FA Cup, uma Supercopa e três Copas de Elite. As melhores conquistas do clube no cenário continental incluem o segundo e quarto lugares nas edições de 1995 e 1998-99 da Recopa Asiática, respectivamente, e o quarto lugar no Campeonato Asiático de 1986. Al-Talaba venceu duas competições internacionais de clubes: a Stafford Cup de 1984 e o Campeonato Internacional de Damasco de 2005.
Quando o clube foi estabelecido pela primeira vez como Al-Jameaa, eles eram de propriedade da Universidade de Bagdá. Em 1977, o clube se dissolveu e depois se refundou sob o nome de Al-Talaba, tornando-se propriedade da União Nacional dos Estudantes Iraquianos. Desde 1993, o proprietário do clube tem sido o Ministério do Ensino Superior e Pesquisa Científica e o ministro é o presidente honorário do clube.

## Rivalidades
O Al-Talaba possui uma forte rivalidade com os clubes Al-Zawra'a Sports Club e o Al-Quwa Al-Jawiya por causa da constante disputa entre os clubes pelo título da Primeira Liga do Iraque.

## Títulos
- Primeira Liga: 5 (1981, 1982, 1986, 1993 e 2002)
- Copa do Iraque: 2 (2002 e 2003)
- Taça da Liga: 3 (1992, 1993 e 1995)
- Super Copa do Iraque: 1 (2002)